# Municipio de Diamond (Arkansas)
El municipio de Diamond (en inglés: Diamond Township) es un municipio ubicado en el condado de Sebastian en el estado estadounidense de Arkansas. En el año 2010 tenía una población de 1156 habitantes y una densidad poblacional de 33,14 personas por km².

## Geografía
El municipio de Diamond se encuentra ubicado en las coordenadas 35°5′2″N 94°17′28″O / 35.08389, -94.29111. Según la Oficina del Censo de los Estados Unidos, el municipio tiene una superficie total de 34.88 km², de la cual 34,3 km² corresponden a tierra firme y (1,66 %) 0,58 km² es agua.

## Demografía
Según el censo de 2010, había 1156 personas residiendo en el municipio de Diamond. La densidad de población era de 33,14 hab./km². De los 1156 habitantes, el municipio de Diamond estaba compuesto por el 93,43 % blancos, el 0,17 % eran afroamericanos, el 0,95 % eran amerindios, el 1,04 % eran asiáticos, el 1,12 % eran de otras razas y el 3,29 % eran de una mezcla de razas. Del total de la población el 2,6 % eran hispanos o latinos de cualquier raza.